# (5207) Hearnshaw
(5207) Hearnshaw (1988 HE) – planetoida z pasa głównego asteroid okrążająca Słońce w ciągu 4,08 lat w średniej odległości 2,55 j.a. Odkryta 15 kwietnia 1988 roku.